# قرقاول معمولی
قرقاوُل معمولی یا قرقاوُل (نام قدیمی‌تر: تَذَرْوْ) پرنده‌ای از راستهٔ ماکیان‌سانان از تیره قرقاولان و زیرتیرهٔ قرقاولیان است. قرقاول به‌طور بومی در بیشتر نقاط آسیا و همچنین در یونان و بلغارستان در اروپا زندگی می‌کند و توسط انسان به بسیاری از کشورهای دیگر دنیا هم وارد شده است.
جمعیت قرقاول‌ها رو به کاهش است، اما در خطر انقراض نیست. جمعیت این پرنده در اروپا، بر اساس برآورد «انجمن جهانی پرندگان» (BirdLife International) در سال ۲۰۰۴، حدود ۳٬۴۰۰٬۰۰۰ تا ۴٬۷۰۰٬۰۰۰ جفتِ بارور، معادل ۱۰٬۲ میلیون تا ۱۴٬۱ میلیون فرد قرقاول بوده است، و بر اساس یک برآورد بسیار ابتدایی، جمعیت این پرنده در کل دنیا را می‌توان ۳۰ تا ۴۵ میلیون فرد برآورد کرد.

## واژه‌شناسی
نام علمی قرقاول Phasianus colchicus است که شکل لاتینی‌شدهٔ نام یونانی این پرنده است. فاسیس در یونانی نام قدیمی رودی در غرب گرجستان بوده که امروز ریونی نام دارد و کلخی هم نام قومی باستانی است که در آن منطقه سکونت داشته‌اند.
قرقاول کلمه‌ای ترکی است. نام‌های فارسی آن تَذَرْوْ، تورنگ و خروس صحرایی است. قرقاول را در زبان انگلیسی Pheasant و در زبان فرانسوی Faisan و در زبان عربی «الفزان» و «طائر التدرج» گویند. در انواع گویش‌های گیلکی و مازنی با تلفظ‌های گوناگونی از تُورینگ و تیرینگ تا تورَنگ و تیرِنگ شنیده می‌شود.

## ویژگی‌ها
قرقاول پرنده‌ای است که به‌خاطر داشتن دم بلند و راه رفتن باشکوهش از دیگر ماکیان‌ها متمایز می‌شود. این پرنده یکی از عجیب‌ترین پرندگان جهان است. در ۲ یا ۳ هفته اول زندگی یک جفت پنجه روی هر بال این پرنده وجود دارد. قرقاول‌ها روی درختان زندگی می‌کنند و انواع بالغ از برگ‌های درختان، حشرات، تمشک، دانه‌ها و میوه‌های جنگلی تغذیه می‌کنند و افزایش و کاهش میوه‌های جنگلی و حشرات در جمعیت این پرنده مؤثر است. پس از خوردن یک غذای کامل، وزن آن‌ها آن‌قدر سنگین می‌شود، که پرواز برایشان بسیار دشوار می‌شود. این پرنده هنگام احساس خطر معمولاً پرواز نمی‌کند، بلکه به سرعت می‌دود و پنهان می‌شود. پروازش پرتوان و آغاز آن پرسر و صداست. در ارتفاع کم پرواز می‌کند و مدت پروازش معمولاً کوتاه است.

## زیستگاه
زیستگاه این پرنده در جنگل‌های مرطوب، بوته‌زارهای تمشک و درختان پهن‌برگ یا خزان‌کننده است که در زیر بوته‌های آن‌ها آشیانه می‌کند. قرقاول‌ها وابستگی زیادی به جنگل‌های و بوته‌زارها دارند. آن‌ها معمولاً در جنگلها استراحت و در نقاط باز و کم‌درخت و کشتزارها به تغذیه می‌پردازند.

## جنس نرو ماده
جنس نر و ماده این پرنده کاملاً با هم تفاوت دارند و رنگ پر آن‌ها برحسب زیرگونه جنس و سن تغییر می‌کند. نرهای بالغ پروبال رنگین و پر زرق و برق و دمی درازتر و سر و گردن آن‌ها به رنگ سبز تیره براق است. در قرقاول‌های ماده رنگ پرها نخودی تیره با لکه‌های قهوه‌ای زیاد به رنگ محیط اطراف است که باعث می‌شود تا در دوران طولانی خوابیدن روی تخم‌ها و زمان پرورش جوجه‌ها از دید دشمنان پنهان بماند.
در جنس نر سروگردن غالباً به قرقاول‌های نابالغ از لحاظ دم شبیه به کبک و دارای دم‌های کوتاه هستند و از این لحاظ بایستی آن‌ها را با کبک‌ها حتی زمانی که همراه قرقاول‌های بالغ دیده می‌شوند تشخیص داد.
این پرنده سالانه ۱۲تخم در اواسط اردیبهشت ماه به جا می‌گذارد و مدت نشستن روی تخمها نیز حدود ۲۰ روز است.

## شکل ظاهری قرقاول

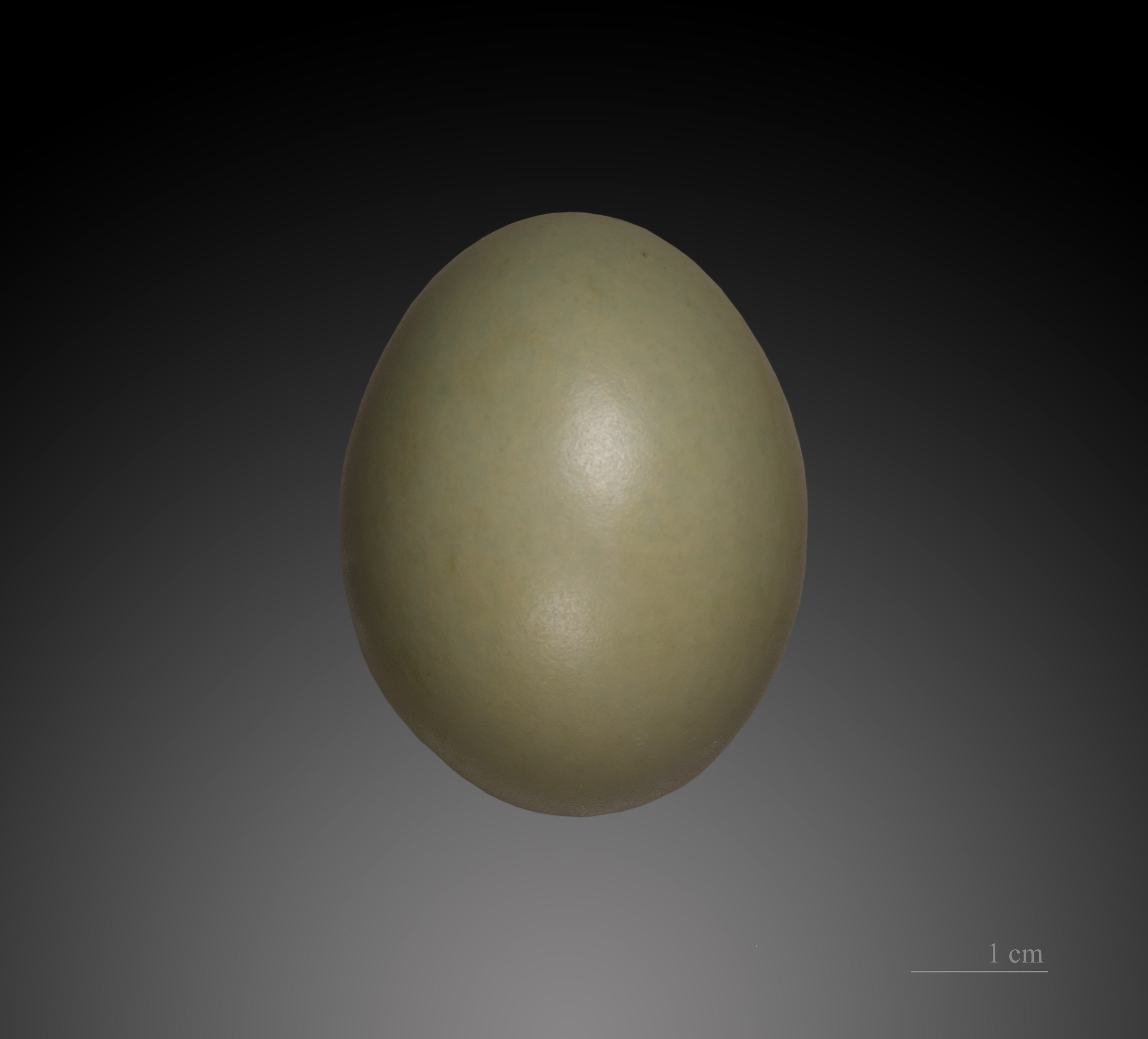
تخم قرقاول

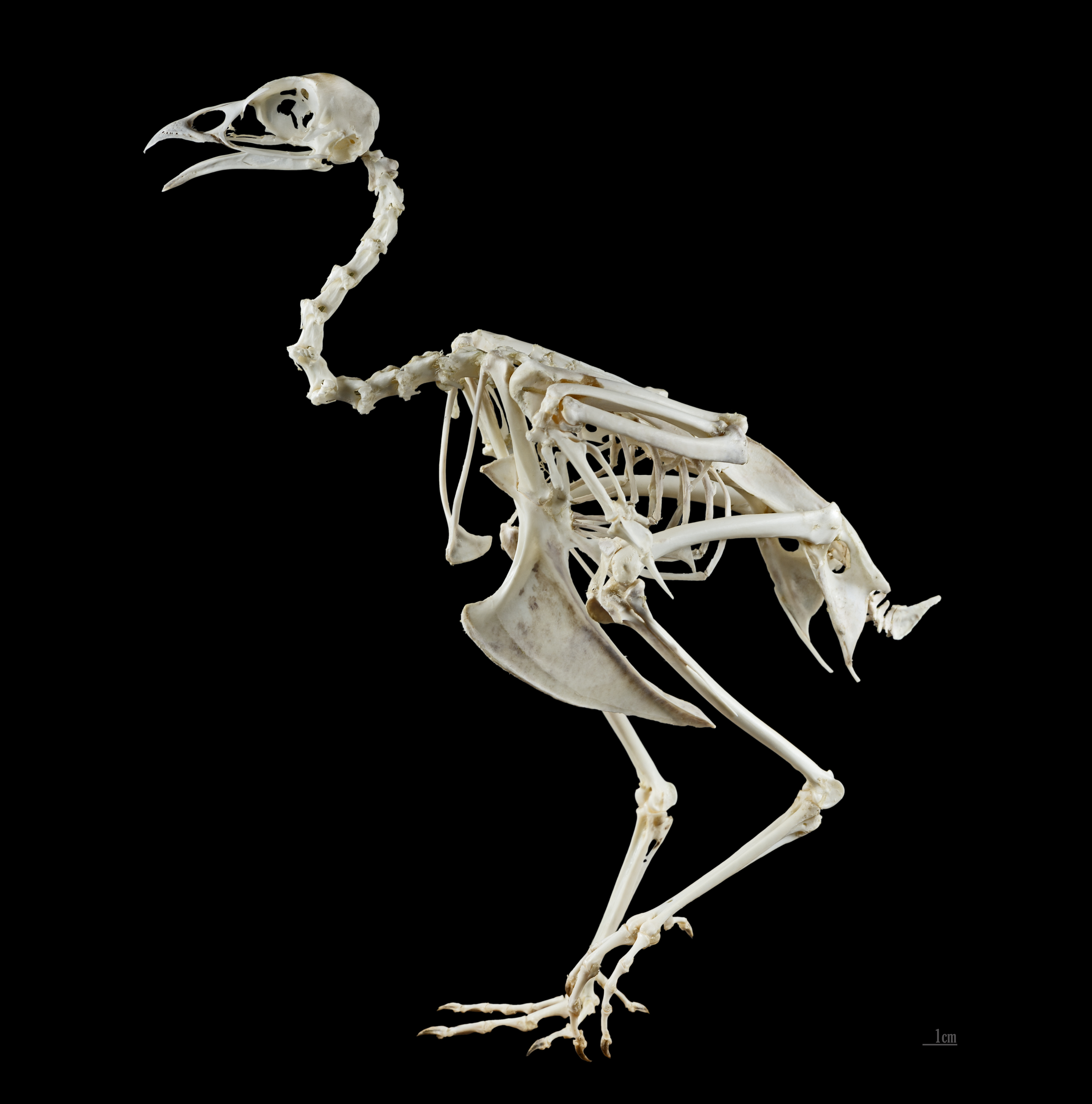
قرقاول

قرقاول نظیر مرغ وخروس وانواع بوقلمون جزو ماکیان تقسیم‌بندی شده و به این ترتیب از نظر مشخصات ظاهری و فیزیولوژیکی کم وبیش تمام خصوصیات گروه ماکیان را دارند. قد پرنده به اندازه مرغ وخروس معمولی بوده ولی پرهای دم در قرقاول رشد بسیار زیادی کرده، به‌طوری‌که در برخی از نژادها، طول دم به۵/۱ متر می‌رسد و بدین گونه درازای پرنده از سر تا دم به دو متر هم می‌رسد. ارتفاع قرقاول‌ها از ۵۰ تا ۱۰۰ سانتی‌متر است. بلندی پرهای دم را در هنگام پرواز می‌توان به خوبی تشخیص داد زیرا که در این موقع دم وضعیت خاص ومشخصی را به خود می‌گیرد.
وزن قرقاول‌های بالغ بین دو تا سه کیلوگرم است و تنها در یکی از نژادها که به غول قرقاول یا آرگوس معروف است، وزن پرنده به پنج تا شش کیلوگرم می‌رسد. رنگ پر و بال پرنده در نرها رنگین و در ماده‌ها خاکستری مایل به قهوه‌ای است. سر پرنده کوچک بوده ودارای منقاری کوتاه وخمیده می‌باشد. سوراخ بینی ظریف بوده و به وسیله پرهای رنگین پوشیده شده است. پاها لخت بوده، اما بلندی ولختی پاهای طاووس را ندارد.

## تاریخچه پرورش قرقاول
جانورشناسان معتقدند که زیستگاه اولیه قرقاول مشرق زمین ومخصوصاً قفقاز وسواحل دریای خزر است و این موضوع از قدیم مورد تأیید دانشمندان بوده است، به‌طوری‌که شاردن معروف در جلد دوم سفرنامه خود می‌نویسد: «آنچه که در دهانه رودخانه ایونی در مجاورت دریای سیاه کاملاً مطابق نوشته‌های مورخان باستان یافتم، قرقاول‌های شکیل وعظیم آن است که از حیث لطافت در سرتاسر آفاق بی‌نظیر است و به نظر من چنان پرندگانی با چنین گوشت مطبوع و ذائقه نواز در هیچ جای جهان پیدا نمی‌شود…». صرف نظر از نوشته شاردن توجه به نام Faisan نشان می‌دهد که از کلمه Phase فاز مشتق شده که نام رودخانه‌ای است که از کوه‌های قفقاز سرچشمه می‌گیرد و امروزه به نام محلی فاکز Fachs نامیده می‌شود و در گرجستان امروزی جاری است که در قدیم به آن کلشید می‌گفته‌اند که نام علمی قرقاول معمولی Ph.Colchicus از نام آن گرفته شده است. مارسیال Martial دانشمند و شاعر یونانی در نوشته‌های خود ذکر می‌کند که قرقاول برای اولین بار از قاره آسیا به یونان برده و سپس از آن جا به دیگر کشورهای دیگر منتقل شده است. مورخ مذکور می‌نویسد که آرگونوت Argonaute قهرمان افسانه‌ای یونان در سفرهایی که با کشتی معروف و تاریخی خود Argo به نقاط مختلف جهان کرد، موفق شد که قرقاول را به همراه جانوران شگفت‌آور دیگری به عنوان هدیه برای مردم یونان بیاورد. امروزه نیز با این که قرقاول به تمام نقاط دنیا برده شده است ولی پرنده مذکور تنها در مناطق مرطوب و معتدل و پوشیده از بوته و درخت و جنگل به زاد و ولد پرداخته و به آسانی پرورش می‌یابد. بعد از یونانی‌ها، رومی‌ها جزو اولین ملل اروپایی بودند که به مطالعه این پرنده پرداختند.
در قرون وسطی قرقاول به کشور فرانسه راه یافت و فرانسویان در آغاز بدان خروس لیموژ Coq de limoge می‌گفتند. در اوایل پرورش قرقاول در فرانسه و پیامد آن در انگلستان فقط به خاطر استفاده از گوشت لذیذ پرنده بوده است و به این ترتیب به زیبایی پرنده توجه چندانی مبذول نمی‌شد. علت این امر نیز بیشتر به خاطر علاقه‌مندی شاهان و سرداران آن زمان به خوردن غذاهای خوشمزه و به اصطلاح عادت آنان به پرخوری و شکم‌پرستی بوده است.
آثار موجود نشان می‌دهد که در اوایل قرن چهاردهم خوردن گوشت قرقاول در فرانسه و اروپا متداول گردید و این علاقه‌مندی به حدی شدید بود که شاهان ترجیح می‌دادند، پرنده را پس از طبخ با همان پرهای الوان بلند و پاها، بر سر سفره به معرض تماشای مدعوین قرار دهند. شارل هفتم یکی از طرفداران جدی گوشت قرقاول بود و دستور می‌داد که در تمام میهمانی‌های رسمی فقط از گوشت پرنده مزبور استفاده شود.
درهرحال، پیشرفت پرورش قرقاول در اروپا مدیون فعالیت‌های شاهانی نظیر: هنری چهارم، لویی سیزدهم ومخصوصاً لویی چهاردهم وپانزدهم می‌باشد. گذشته از مصرف گوشت، علاقه‌مندی بسیاری از امپراتوران و سرداران اروپا به شکار و شرکت در مراسم مزبور موجب می‌گردید که عده‌ای از افراد به پرورش چنین پرندگانی مأموریت می‌یافتند و به این ترتیب در ازدیاد طبیعی پرندگان و جانوران شکاری کوشش واهتمام لازم به عمل می‌آمد. به‌طور کلی باید در نظر داشت که تا قبل از سال ۱۸۶۱ میلادی حداکثر تلاش مأموران مذکور و همچنین پرورش‌دهندگان بر این بود که از راه طبیعی به ازدیاد قرقاول‌ها بپردازند و به این ترتیب هیچ‌گاه اقدامی به منظور پرورش دستی پرنده مزبور به عمل نمی‌آمد، ولی از آن به بعد به خاطر این که زاد وولد و تکثیر قرقاول‌ها تحت کنترل قرار گرفت و بشر موفق گردید تا در پرورش این پرنده دخالتی بیشتر نماید، کم و بیش نگهداری قرقاول در نزد پرورش‌دهندگان رواج یافت و فعالیت مزبور نیز به کارهای دیگر دامپروری افزوده شد.
اولین کشوری که در این راه قدم پیش گذارد، انگلستان بود، پرورش‌دهندگان انگلیسی به خاطر این که به تقاضای خریداران داخلی وخارجی این پرنده جواب مثبت بدهند سعی کردند تا مراکز نسبتاً بزرگی برای پرورش دستی قرقاول تهیه نمایند و کم‌وبیش از راه وروش‌های علمی وصحیح برای پرورش این پرنده پیروی نمایند.

## نژادهای قرقاول
به‌طور کلی نژادهای متعدد قرقاول در دو دسته قرار گرفته‌اند:
گروه اول، قرقاول‌های دم‌دراز هستند که در این گروه پرهای دم طویل بوده و از چند ردیف تشکیل یافته است. تعدادی از قرقاول‌های دسته مذکور حتی قادر هستند پرهای دم را تا اندازه‌ای به شکل چتر درآورند ولی هیچ‌گاه این قدرت به اندازه پرها و چتر طاووس نمی‌باشد. در این دسته بسیاری از قرقاول‌های عادی و اهلی که امروزه پرورش داده می‌شوند و همچنین تعدادی از قرقاول‌هایی که شکار خوبی برای شکارچیان به‌شمار می‌روند قرار دارند و روی‌هم‌رفته پراکندگی آن‌ها در دنیا نسبت به دسته دیگر بیشتر است. نژادهای گروه دم‌دراز در دنیا پراکندگی بیشتری دارند.
گروه دوم، قرقاول‌های دم‌کوتاه هستند که تعداد آن‌ها کم و اکثراً در نواحی مرتفع به‌ویژه در ارتفاعات هیمالیا و چین زندگی می‌نمایند. نژادهای گروه مزبور متعدد نبوده و از جمله باید قرقاول جنس لوفورا Lophura را نام برد.

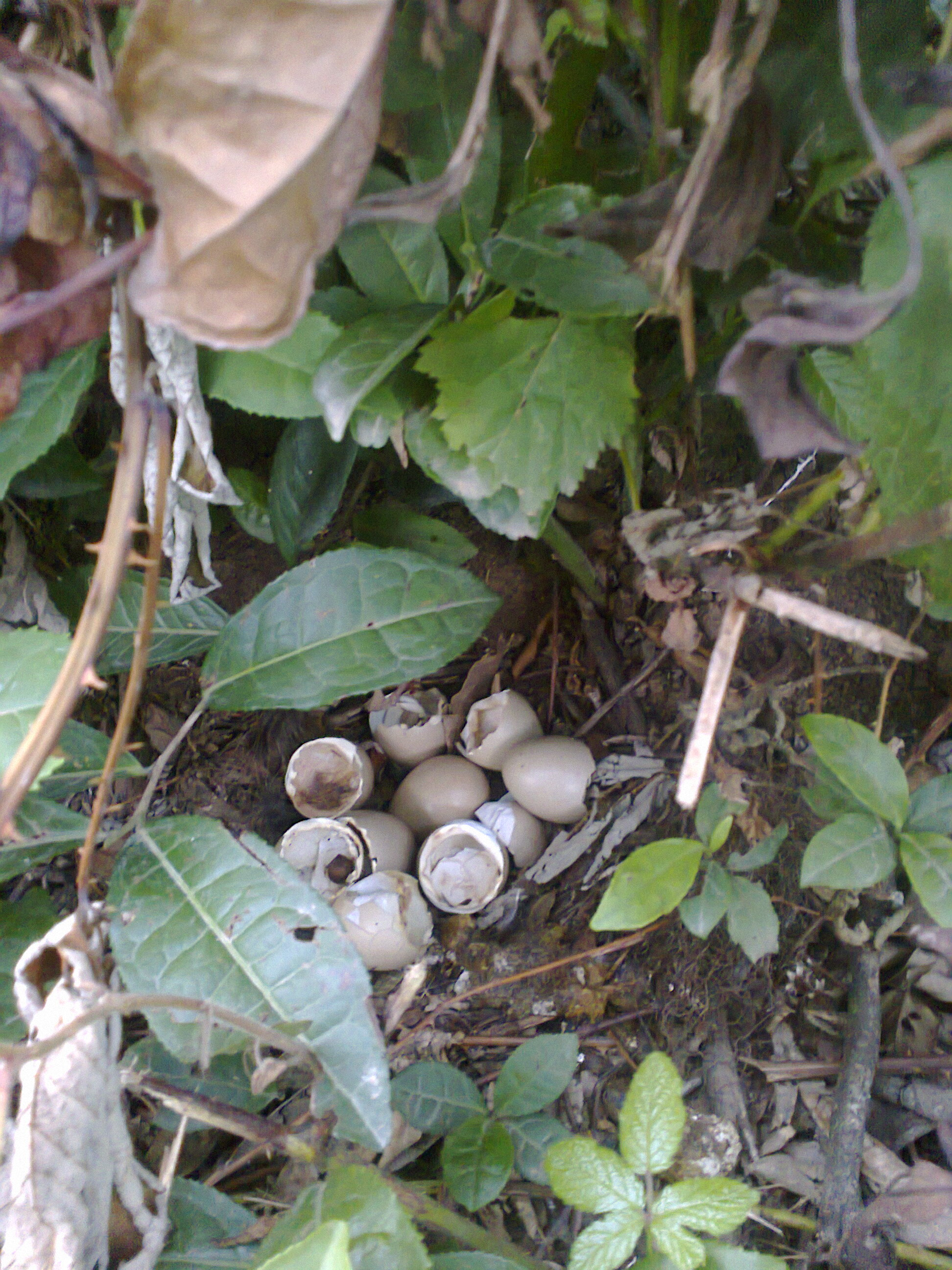
لانه قرقاول در باغ چای- کوهپایه‌های شمال ایران